# Non-Intercourse Act
Non-Intercourse Act fu una legge promulgata nel marzo 1809, negli ultimi sedici giorni della presidenza di Thomas Jefferson. La legge sostituì l'Embargo del 1807. Questa legge revocava tutti gli embarghi sulla navigazione americana, tranne quelli diretti verso porti britannici o francesi. Il suo intento era quello di danneggiare le economie del Regno Unito e della Francia. Come il suo predecessore, l'Embargo Act, si rivelò per lo più inefficace e contribuì allo scoppio della Guerra del 1812. Inoltre, danneggiò gravemente l'economia degli Stati Uniti.
Il Non-Intercourse Act fu seguito dal Macon's Bill Number 2. Nonostante danneggiasse l'economia nel suo complesso, la legge contribuì all'inizio dell'industrializzazione americana, poiché non era possibile importare beni manufatti britannici, che dovevano quindi essere prodotti internamente.